# Oscar Grégoire
Oscar Grégoire (27 mars 1877 à Moscou - 28 septembre 1947 à Bruxelles) était un joueur de water-polo et un nageur de dos belge qui a participé aux Jeux olympiques de 1900, aux Jeux olympiques de 1908, et aux Jeux olympiques de 1912.
Il gagne deux médailles d'argent et une médaille de bronze dans l'équipe belge de water-polo.
En 1908 et 1912, il participe également au 100 mètres dos mais est éliminé dès le premier tour à chaque fois, par abandon à Londres.